# مکاری
مُکاری یا ( خرکچی،  قاطرچی، چاروادار یا خربنده) به کسی می‌گویند که اسب، شتر، الاغ و غیره به کسی کرایه دهد و همچنین مُکاری به کسی که با چارپایان اهلی مانند اسب، خر و غیره مسافر یا بار حمل و نفل می‌کند گفته می‌شود.
در زمان های گذشته و پیش از پیدایش دوچرخه، خودرو و سایر وسایل حمل و نقل مُکاری ها چارپایان را برای استفاده و در قبال دریافت پول به مردم کرایه می دادند.
مَکاری با  َ به معنی حیله، مَکر و فریب نیز به کار می‌رود.

## منبع
- لغت نامه دهخدا